# 卡班巴依
卡班巴伊（1692年—1770年），原名葉拉西爾，哈薩克汗國中玉茲巴圖魯，他是阿布賚手下重要將領。著名哈薩克史學家馬什胡爾·朱蘇普·科佩耶夫說：哈薩克中沒有像卡班巴伊那樣的巴特爾。
他出身現在東哈薩克斯坦州乌尔扎尔县乃蠻部哈剌克烈氏族，當準噶爾入侵哈薩克草原時他的父親被殺。十幾歲時，他比許多同齡人的身形高大，他青年時曾用長矛殺死一頭野豬，因此被稱為卡班巴伊。
他從16歲開始對準噶爾部的戰鬥，由一名普通戰士晉升千人長，在此期間，他參加了103場戰鬥，都取得勝利，對結束準噶爾統治有重要作用。

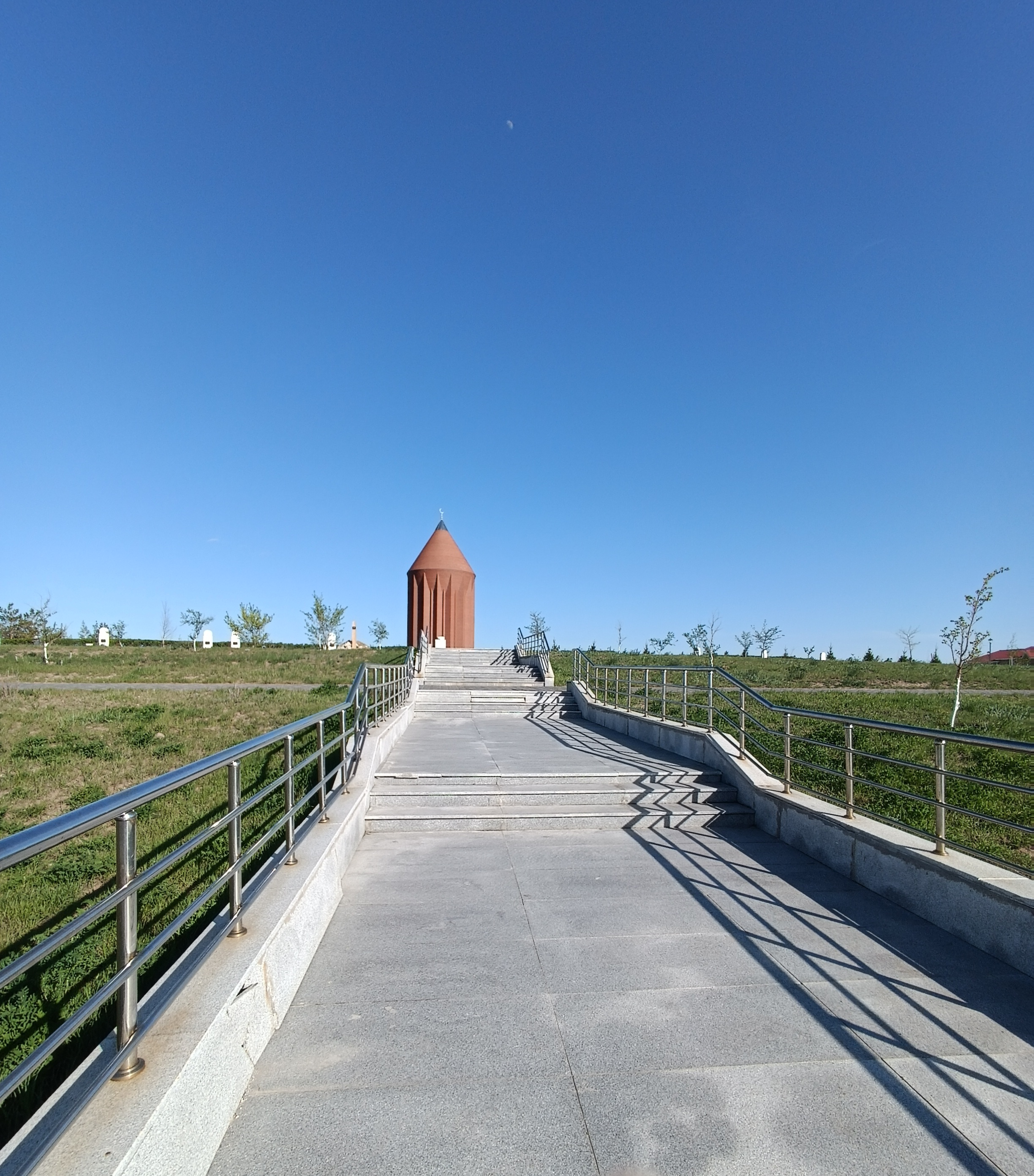

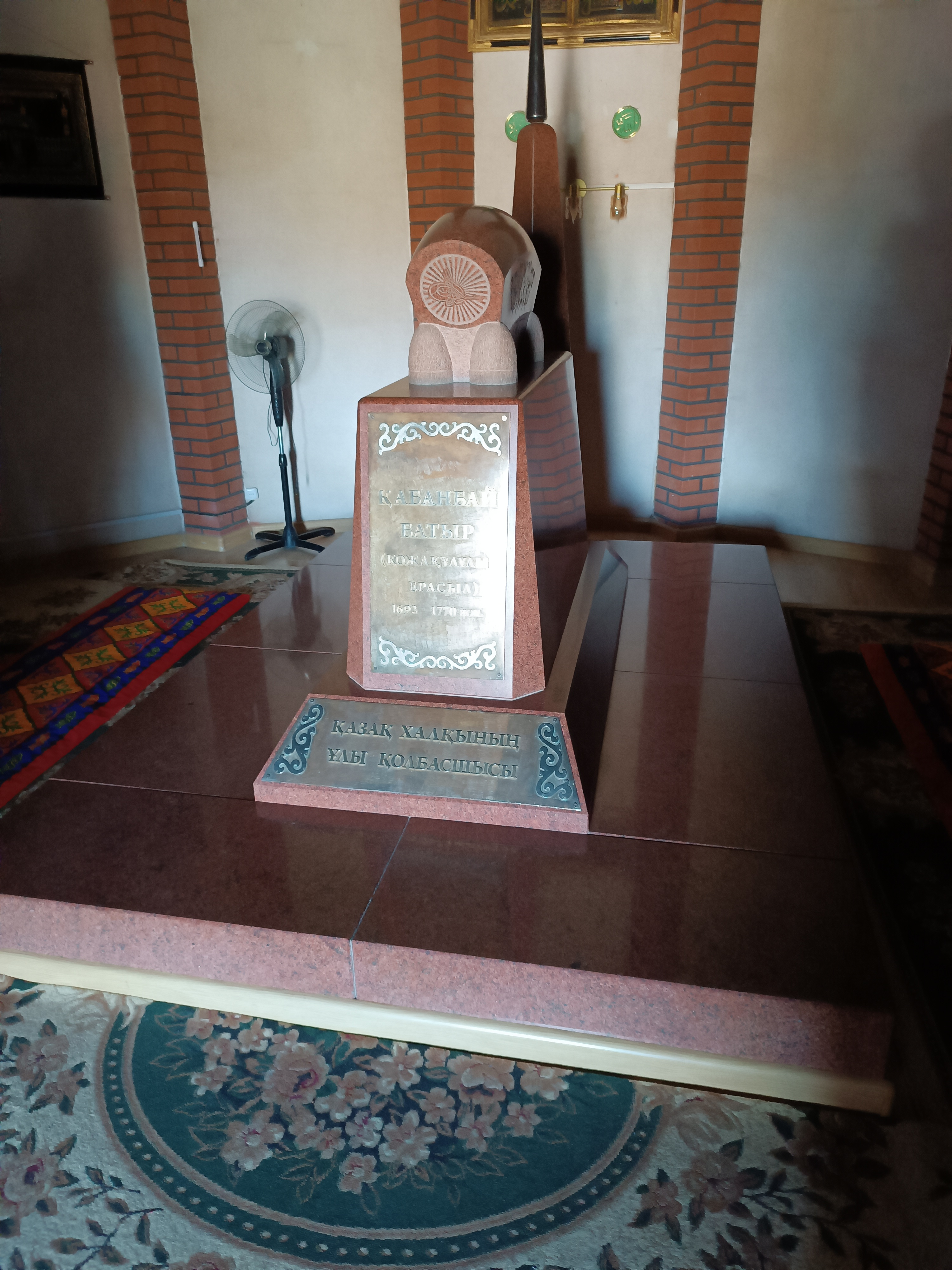

他在1770年因墮馬去世。